# 라누스

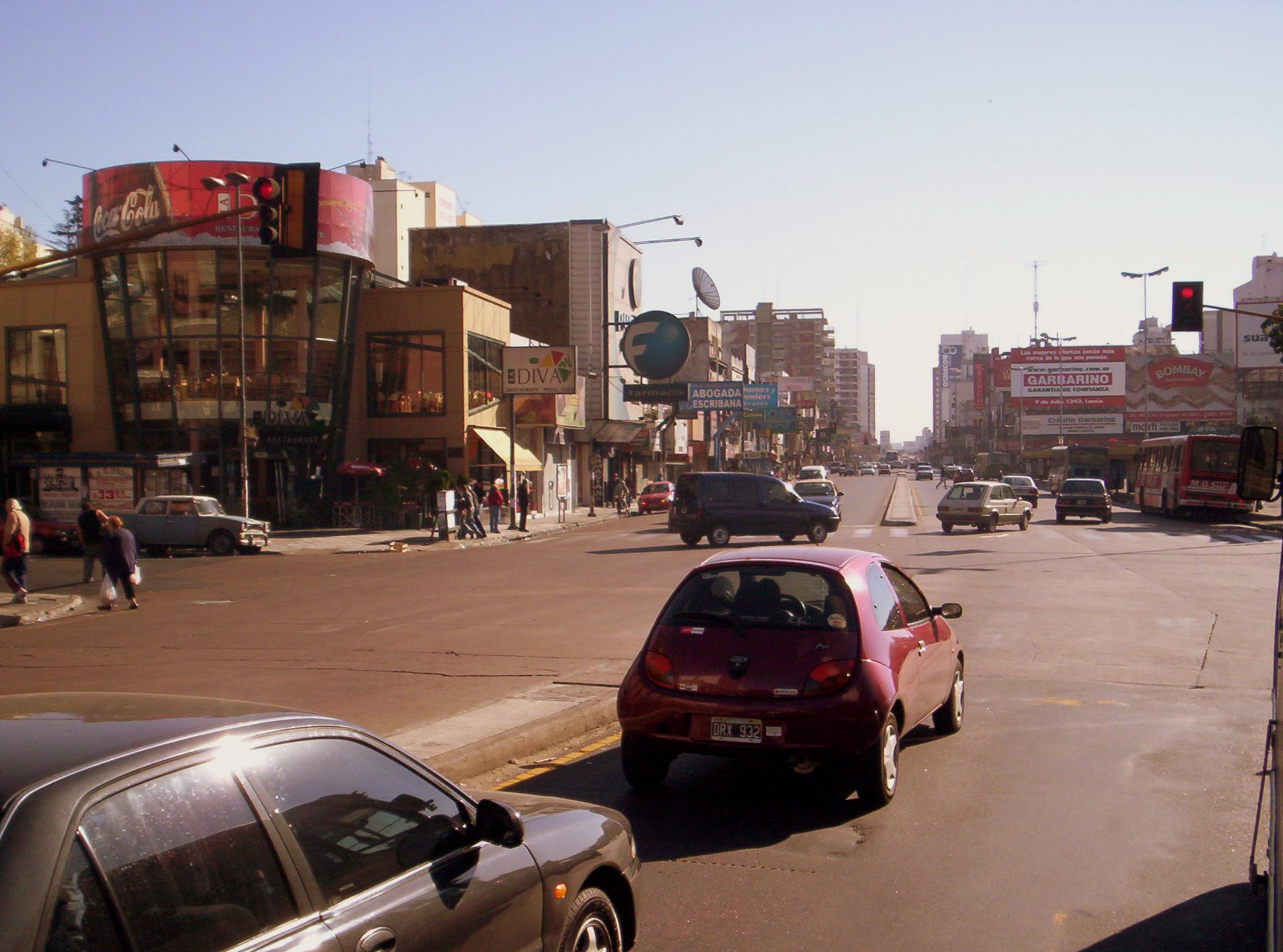
라누스 시가지

라누스(스페인어: Lanús)는 아르헨티나 부에노스아이레스주에 위치한 도시로 높이는 9m, 인구는 212,152명(2010년 기준)이다. 아르헨티나의 수도인 부에노스아이레스 남쪽에 위치한다. 도시가 설립된 시기는 1888년 10월 20일이다.